# May Louise Flodin
May Louise Flodin là một hoa hậu đến từ Thụy Điển. Bà đại diện cho Thụy Điển tham dự cuộc thi Hoa hậu Thế giới năm 1952 và đã đoạt danh hiệu Hoa hậu Thế giới 1952. Bà là người phụ nữ Thụy Điển thứ hai liên tiếp giành danh hiệu Hoa hậu Thế giới, sau Kiki Haakonson.
Hiện nay May Louise Flodin đang điều hành một chuỗi khách sạn ở Jordan. Bà có bốn người con và sáu người cháu. Người kế vị của bà là Denise Perrier, đến từ Pháp.
| Tứ đại Hoa hậu (1952)        | Tứ đại Hoa hậu (1952)              | Tứ đại Hoa hậu (1952) | Tứ đại Hoa hậu (1952)     |
| ---------------------------- | ---------------------------------- | --------------------- | ------------------------- |
| Hoa hậu Hoàn vũ Armi Kuusela | Hoa hậu Thế giới May Louise Flodin | Hoa hậu Quốc tế none  | Hoa hậu Trái đất không có |